# خواكيم والتر
خواكيم والتر (بالألمانية: Joachim Walter)‏ (23 أكتوبر 1940 بألمانيا الشرقية - ) هو لاعب كرة قدم ألماني (وحمل سابقاً جنسية ألمانيا الشرقية) في مركز الهجوم. لعب مع نادي ماغديبورغ.

## وصلات خارجية
- خواكيم والتر على موقع قاعدة بيانات كرة القدم.إي يو (الإنجليزية)
- خواكيم والتر على موقع عالم كرة القدم.نت (الإنجليزية)